# Павликянска къща
Павликянската къща е построена в средата на XVIII век. Тя е единствената къща оцеляла след трите опожарявания на Копривщица (през 1793, 1804 и 1809 година). Според някои изследвания друга оцеляла от това време е била Вакарелската къща в града, но през 1953 г. наследниците я разглобяват и разпродават дървените талпи, с които е съградена.
„В далечните времена първите заселници сварили котловината на река Тополница гориста. Започва опожаряване на вековни гори за добиване на пасища и първобитно орачество, сеч за градеж на колиби. Така в началото на ХХ век местността около града е гола и пуста.“ Ранният период на строителство обхваща времето от заселването на града до началото на ХІХ век. По това време са изграждани по-примитивни изцяло дървени жилища. Единствен оцелял до днес представител на този тип къщи е Павликянската къща.
В края на ХVІІІ и началото на ХІХ в. заможното градче три пъти е опожарявано от кърджалиите. Ето защо по-голямата част от архитектурните паметници от най-ранния период на строителство не са достигнали до наши дни.
Павликянската къща в Копривщица е предвъзрожденска къща. Била е жилище на овчар. Състои се от две помещения – междинно, което има стопанско предназначение, и жилищно помещение с огнище. Отпред почти по цялата южна фасада на къщата има чардак, единият край на който е леко повдигнат над терена и образува „одър“ – място за спане и почивка. Чардакът е „прикрит“ с декоративна решетка. Подовете са от пръст, таванът е гредоред. Външните стени са направени от дялани талпи (дървени дъски, дебели по няколко сантиметра), сглобени с дървените колони, на които се държи цялата конструкция на къщата, без употреба на метални пирони, което е характерно за градежите през периода от преди и по време на ранното Възраждане.
Павликянската къща се намира на булевард „Ненчо Палавеев“ № 68, в двора на родната къща на Недко Д. Каблешков. Къщите не са музеи и не са отворени за посещение.